# Matrice de points
Cet article court présente un sujet plus développé dans : Image matricielle.

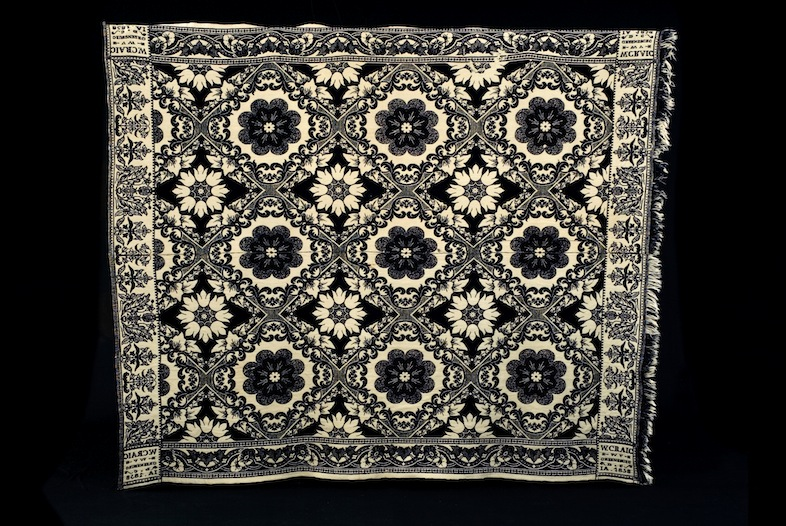
Motif de matrice de points tissé dans le tissu en 1858 à l'aide de cartes perforées sur un métier Jacquard.

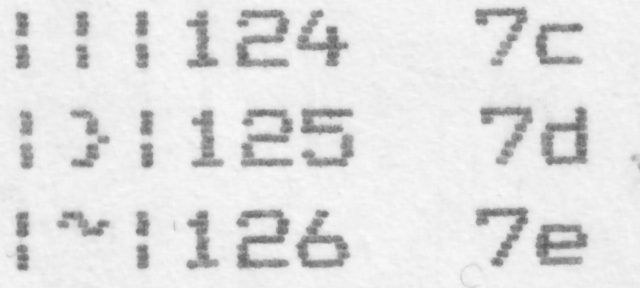
Vue rapprochée d'un texte en matrice de points produit par une imprimante à impact.

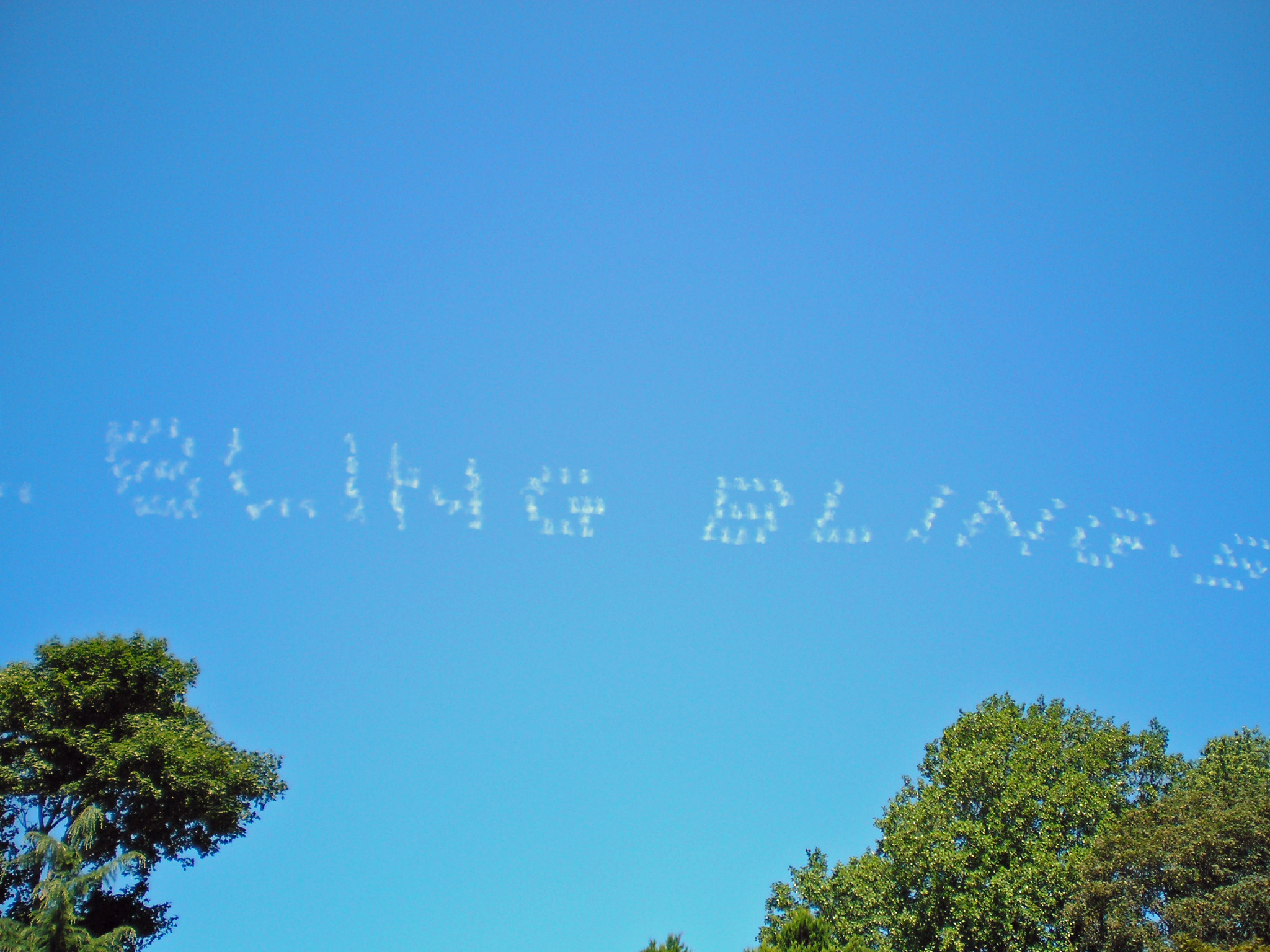
Écriture dans le ciel affichant le message Bling Bling en matrice de points.

Une matrice de points est un tableau en deux dimensions de points, utilisé pour représenter des caractères, des symboles ou des images. Les appareils technologiques modernes utilisent souvent des matrices de points pour l'affichage d'informations, notamment les téléphones portables, les téléviseurs et les imprimantes.
Les matrices de points dérivent de techniques anciennes utilisées dans les textiles pour le tissage et la broderie, notamment au point de croix.
L'affichage vectoriel, par opposition, reproduit mécaniquement ou électroniquement le trait du dessin ou de l'écriture. Un point lumineux sur un écran ou un stylo technique sur une table traçante reproduit le tracé. Cette technique est mieux adaptée à la production de lignes, car elle ne souffre pas d'effet d'escalier, qu'au remplissage d'aires, particulièrement en demi-teintes et en couleurs.

## Utilisation dans les ordinateurs

### Adressage en tous points
L'adressage en tous points (en anglais, all points addressable ou APA), dans le contexte d'une matrice de points sur un moniteur d'ordinateur ou sur tout dispositif d'affichage constitué d'une matrice de pixels, désigne une caractéristique selon laquelle les bits ou les cellules peuvent être manipulés individuellement, par opposition à la réécriture de l'ensemble de la matrice, ou de régions telles que les caractères, chaque fois qu'un changement est nécessaire,.
En général, les modes texte ne sont pas adressables en tous points, alors que les modes graphiques le sont. Avec l'avènement de matériel graphique puissant, l'utilisation et l'importance des modes d'affichage en texte seul ont diminué, et avec les modes graphiques, il est généralement considéré comme acquis qu'ils sont adressables en tous points.